# Robin Mark
Robin Mark (* 11. März 1989 in Chur) ist ein Schweizer Musiker und Komponist, welcher insbesondere im Bereich der neuen Volksmusik und der Ländlermusik tätig ist. Er spielt das traditionelle Schweizer Instrument, das Schwyzerörgeli.

## Leben
Nach der Primar- und Sekundarschule in Rhäzüns begann Robin Mark eine Banklehre in Chur, welche er im Jahr 2008 abschloss. Nach einem Jahr Tätigkeit auf dem Beruf, entschied er sich für ein Betriebsökonomie-Studium, welches er im Jahre 2012 erfolgreich abschloss. Während dieser Zeit war er als Blogger oder Kolumnist für verschiedene Medien tätig und entschloss sich, sich in Richtung Marketing und Kommunikation weiterzubilden. Nachdem er nach dem Studium in einer international tätigen Agentur Erfahrungen sammeln konnte, gründete er im Frühjahr 2013 seine eigene Agentur.

## Musikalische Karriere
Seine ersten Gehversuche auf dem Schwyzerörgeli machte Robin Mark als 6-Jähriger auf dem Instrument seines Vaters Emanuel. Im Alter von 7 Jahren besuchte er erstmals den Unterricht bei Oswald Schaub in Landquart. Was folgt, ist eine große Zusammenarbeit und Förderung, wodurch Robin Mark bereits in jungen Jahren zahlreiche Auftritte wahrnehmen durfte.
Nachdem zu Beginn insbesondere mit Vater Emanuel und Bruder Manuel in der „Familienkapelle Mark“ musiziert wurde, zog es Robin Mark allmählich in die Zentralschweiz. Mit Pirmin Huber (Kontrabass) und Jacqueline Wachter (Klavier) gründete er das „Trio Robin Mark“, mit welchem er im Jahre 2006 den Schweizerischen Jungmusikantenwettbewerb gewann. Es folgten zahlreiche Auftritte im In- und Ausland, an Radio und Fernsehen.
Im Jahre 2009 konzentrierte sich Robin Mark erstmals ganz auf die Musiktätigkeit. Es folgten Konzerte in Berlin, Wien und diversen Festivals in der Schweiz und im nahen Ausland. Er brachte im Schnitt 1 bis 2 CD-Produktionen pro Jahr auf den Markt.

## Aktuelle Bands
- Trio Robin Mark (neue Volksmusik)
- Quartett Robin Mark (Folk-Pop, Jazz)
- Ländlerquartett Bodaguat (Traditionelle Bündner Ländlermusik)
- Kapelle Purzelbaum (Traditionelle Schwyzerörgelimusik)
- Wurzeltrieb (urchige Schwyzerörgelimusik)
- Schwyzerörgeli'Töne

## CD-Produktionen
- Around Live, Quartett Robin Mark (2017)
- Around, Quartett Robin Mark (2015)
- O LYRISCHE ZWERGE, forum.schwyzeroergeli.com (2014)
- Heimlifeiss, Kapelle Purzelbaum (2013)
- Bodaständig, Ländlerquartett Bodaguat (2013)
- Volksmusik Festival LIVE, Pirmin Huber & Friends (2012)
- FOLKORN, Trio Robin Mark (2011)
- 16 footprints in the gumboot nation, Malenco (2011)
- Scarnuz Grischun, Bündner Ländlermix (2011)
- alprausch II, Kapelle Purzelbaum (2008)
- Folklore Vollträffer, Trio Robin Mark (2006)
- es örgelet jung und alt, Bündner Örgeli-Transfer (2006)
- Folklore Vollträffer, Bündner Örgeli-Transfer (2005)
- Musig us Freud, Familienkapelle Mark (2003)

## Bücher
- Bündner Kulturschaffende – Schöpferische Kraft aus den Bergen (2011)
- Notenheft Gyygäbank 1 (2007)

## Auszeichnungen
- 2006: 1. Platz Schweizerischer Jungmusikantenwettbewerb[1]
- 2010: Werkbeitrag des Kantons Graubünden
- 2012: Förderpreis des Kantons Graubünden[2]